# أولاد خيرة (واركي)
أولاد خيرة هي إحدى مشيخات المملكة المغربية، تتبع جغرافيا لإقليم قلعة السراغنة وإداريًا لواركي. يقدر عدد سكانها بـ 5107 نسمة حسب الإحصاء الرسمي للسكان والسكنى لسنة 2004.